# مجهول تماما
مجهول تماماً (بالإنجليزية: A Complete Unknown)‏ هو فيلم سيرة ذاتية موسيقي درامي أمريكي صدر عام 2024 من إخراج جيمس مانغولد، الذي شارك في كتابة السيناريو مع جاي كوكس، ويدور حول المغني المؤلف الأمريكي بوب ديلن. استنادًا إلى كتاب ديلان يستعمل الغيتار الكهربائي! الصادر عام 2015 من تأليف إليجاه والد، يصور الفيلم ديلان من خلال نجاحه المبكر في الموسيقى الشعبية حتى الجدل الهائل حول استخدامه للآلات الكهربائية في مهرجان نيوبورت الشعبي عام 1965. يجسد تيموثي شالاماي (الذي ينتج أيضًا) دور ديلان، مع إدوارد نورتون وإيل فانينغ ومونيكا باربارو وبويد هولبروك ودان فوجلر ونوربرت ليو بوتز وسكوت مكنيري في أدوار مساعدة. عنوان الفيلم مشتق من كلمات أغنية ديلان المنفردة عام 1965 "مثل حجر يتدحرج".
عُرض الفيلم لأول مرة في مسرح دولبي في لوس أنجلوس في 10 ديسمبر 2024، وتم إصداره في الولايات المتحدة بواسطة فوكس سيرش لايت بيكتشرز في 25 ديسمبر 2024. تلقى الفيلم مراجعات إيجابية بشكل عام من النقاد، مع إشادة عالمية بأداء شالاميت. تم تسميته كواحد من أفضل عشرة أفلام لعام 2024 من قبل معهد الفيلم الأمريكي والمجلس الوطني للمراجعة، والذي منح الأخير أيضًا فانينج جائزة أفضل ممثلة مساعدة. حصل الفيلم على ثلاثة ترشيحات في حفل توزيع جوائز الغولدن غلوب الثاني والثمانون: أفضل فيلم درامي وأفضل ممثل (شالاميت) وأفضل ممثل مساعد (نورتون).

## القصة
في عام 1961، ينتقل بوب ديلان إلى مدينة نيويورك، سعياً لمقابلة معبوده وودي جوثري الذي دخل المستشفى مؤخراً. يلتقي ديلان بجوثري برفقة صديقه المقرب بيت سيجر في المستشفى. يؤدي ديلان أغنية كتبها لجوثري، فتنال إعجاب الموسيقيين الشعبيين. يدعو سيجر ديلان للبقاء مع عائلته، فينجذب الوافد الجديد ببطء إلى مشهد الموسيقى الشعبية في مدينة نيويورك. يلتقي ديلان بسيلفي روسو في حفل موسيقي، فيسحرها بآرائه المخالفة وحكاياته عن العمل في الكرنفال. يبدأ الاثنان علاقة وينتقلان للعيش معاً.
بعد أداء جوان بايز، يقدم سيجر ديلان في ليلة ميكروفون مفتوح يحضرها كبار المسؤولين التنفيذيين في الصناعة والمدير ألبرت جروسمان. يغازل ديلان بايز ويثير إعجاب الجمهور، مما يدفع جروسمان إلى قبوله كعميل على الفور. يبدأ ديلان العمل على ألبوم لكن شركته تجبره على تسجيل أغلفة في الغالب. كانت مبيعات الألبوم ضعيفة، مما أصاب ديلان بالإحباط.
قبل أن يغادر في رحلة مدرسية طويلة إلى أوروبا، دخل روسو في جدال مع ديلان. كانت مستاءة من طبيعته المنعزلة ومحاولته المتعمدة لإخفاء ماضيه عنها. وعلى الرغم من هذا، شجعته على الضغط لتسجيل موسيقاه الأصلية. وبينما كانت بعيدة، استغل ديلان الاضطرابات السياسية والاجتماعية لبناء قاعدة جماهيرية لكتاباته الغنائية الواعية اجتماعيًا. وهذا يلفت انتباه بايز، ويبدأ الاثنان علاقة غرامية وتعاونًا فنيًا. أصبح روسو يشك في رؤية القرب المهني لديلان من بايز وبحلول عام 1965، انفصل ديلان وروسو.
بعد أن حقق الشهرة ولكن ليس الحرية الفنية، يأسف ديلان لأنه مدين بتوقعات الصناعة ومجتمع الموسيقى الشعبية. تنتهي الجولة التي طال انتظارها مع بايز بكارثة؛ حيث أدى الجدال حول غرور ديلان، إلى جانب مطالب بايز بعزف أغانيه الشعبية بدلاً من المواد الجديدة، إلى خروج ديلان من المسرح في منتصف الأداء.
تدفع رغبة ديلان في التحرر من التوقعات إلى تجربة الغيتار الكهربائي وآلات الروك، وهو اتجاه مثير للجدل داخل مشهد الفولك، الذي يفضل بشكل كبير الترتيبات الصوتية البسيطة. يجمع ديلان فرقته ويبدأ في تسجيل Highway 61 Revisited. إن الاتجاه الجديد لديلان مثير للقلق بشكل خاص للجنة تخطيط مهرجان نيوبورت الشعبي، التي وظفت ديلان ليكون رئيسًا لحدث عام 1965 لكنها تخشى أن يظهر لأول مرة صوته الجديد المثير للانقسام.
يدعو ديلان روسو إلى المهرجان، على أمل إعادة إحياء علاقته بها في هذه العملية. تقبل، ولكن عند مشاهدة دويتو ("It Ain't Me Babe") بينه وبين بايز، تدرك أنها لن تشعر بالراحة أبدًا في علاقتهما، وتنزعج وتغادر. تحاول اللجنة التأثير على ديلان لعدم اللجوء إلى الموسيقى الكهربائية، وتلجأ في النهاية إلى مناشدة عاطفية من سيجر، الذي يذكر ديلان بأن عمل حياته على المحك. يشجع جوني كاش المخمور ديلان على عزف العرض الكهربائي، ويمضي ديلان في خطته. كان رد فعل الجمهور لاذعًا، حيث ألقوا الشتائم والأشياء المادية على الفرقة. حاولت اللجنة، بما في ذلك سيجر، قطع الصوت لكن جروسمان وزوجة سيجر توشي أحبطوا محاولتهم. رفض ديلان في البداية طلبًا من سيجر ومنظمي المهرجان لأداء أغنية شعبية كإعادة، لكنه خضع عندما عرض عليه كاش جيتاره.
في صباح اليوم التالي، أثناء خروجه من نيوبورت، أمسك بايز بدلان وعلق بأنه "فاز"، وأنه حصل أخيرًا على الحرية التي أرادها من الجميع. زار ديلان جوثري للمرة الأخيرة قبل مغادرة المدينة على دراجته النارية.

## طاقم التمثيل
- تيموثي شالاماي بدور بوب ديلن
- إدوارد نورتون بدور بيت سيغر
- إيل فانينغ بدور سيلفي روسو
- مونيكا باربارو بدور جوان بيز
- بويد هولبروك بدور جوني كاش
- سكوت مكنيري بدور وودي غاثري
- دان فوجلر بدور ألبرت غروسمان
- نوربرت ليو بوتز بدور آلان لوماكس
- بي جاي بيرن بدور هارولد ليفينثال
- ويل هاريسون بدور بوب نويورث

## الجوائز والترشيحات
| قائمة الجوائز والترشيحات | قائمة الجوائز والترشيحات            | قائمة الجوائز والترشيحات | قائمة الجوائز والترشيحات | قائمة الجوائز والترشيحات | قائمة الجوائز والترشيحات |
| السنة                    | المهرجان                            | الجائزة                  | المستلم                  | النتجة                   | مرجع                     |
| ------------------------ | ----------------------------------- | ------------------------ | ------------------------ | ------------------------ | ------------------------ |
| 2025                     | جوائز الأكاديمية البريطانية للأفلام | أفضل فيلم                | مجهول تماما              | رُشِّح                      | [ 8 ]                    |
| 2025                     | جوائز الأكاديمية البريطانية للأفلام | أفضل ممثل                | تيموثي شالاماي           | رُشِّح                      | [ 8 ]                    |
| 2025                     | جوائز الأكاديمية البريطانية للأفلام | أفضل ممثل مساعد          | إدوارد نورتون            | رُشِّح                      | [ 8 ]                    |
| 2025                     | جوائز الأكاديمية البريطانية للأفلام | أفضل سيناريو مقتبس       | جاي كوكس وجيمس مانغولد   | رُشِّح                      | [ 8 ]                    |
| 2025                     | جوائز الأكاديمية البريطانية للأفلام | أفضل اختيار للممثلين     | مجهول تماما              | رُشِّح                      | [ 8 ]                    |
| 2025                     | جوائز الأكاديمية البريطانية للأفلام | أفضل تصميم للأزياء       | مجهول تماما              | رُشِّح                      | [ 8 ]                    |

## روابط خارجية
- مجهول تماما  في قاعدة بيانات الأفلام على الإنترنت (بالإنجليزية)